# Podgornoje (Kaliningrad, Gurjewsk)
Podgornoje (russisch Подгорное, deutsch Gamsau) ist ein Ort in der russischen Oblast Kaliningrad. Er gehört zur kommunalen Selbstverwaltungseinheit Stadtkreis Gurjewsk im Rajon Gurjewsk.

## Geographische Lage
Podgornoje liegt im südöstlichen Samland, 14 Kilometer von Kaliningrad (Königsberg) entfernt. Durch den Ort führt die Kommunalstraße 27K-128 von Nisowje (Waldau) zur Kommunalstraße 27K-070 am Ortsausgang. Eine Bahnanbindung besteht nicht mehr. Bis 1945 war Gamsau Bahnstation an der Strecke von Königsberg (Preußen) über Possindern (heute russisch: Roschtschino) nach Tapiau (Gwardeisk) der Königsberger Kleinbahn.

## Geschichte
Das Gründungsjahr des bis 1945 „Gamsau“ genannten Dorfes liegt im Jahr 1405. Zwischen 1874 und 1945 gehörte Gamsau zum Amtsbezirk Groß Legden (heute russisch: Dobroje) im Landkreis Königsberg (Preußen) (1939 bis 1945 Landkreis Samland) im Regierungsbezirk Königsberg der preußischen Provinz Ostpreußen. Die Zahl der Einwohner Gamsaus betrug 1910 123.
Am 30. September 1928 schlossen sich Teile des Gutsbezirks Gamsau, des Gutsbezirks Praddau (russisch: Solnetschnoje) und der ganze Gutsbezirk Praßnicken (Podolskoje) zu einer neuen Landgemeinde Gamsau zusammen. Der Rest von Gamsau kam zur Landgemeinde Kalkeim (Gruschewka) im Amtsbezirk Heiligenwalde (Uschakowo). Die Zahl der Einwohner stieg bis 1933 auf 244 und betrug 1939 bereits 250.
Als Kriegsfolge kam Gamsau mit dem nördlichen Ostpreußen zur Sowjetunion. Im Jahr 1947 erhielt der Ort die russische Bezeichnung Podgornoje und wurde gleichzeitig dem Dorfsowjet Nisowski selski Sowet im Rajon Gurjewsk zugeordnet. Von 2008 bis 2013 gehörte Podgornoje zur Landgemeinde Nisowskoje selskoje posselenije und seither zum Stadtkreis Gurjewsk.

## Kirche
Mit seiner größtenteils evangelischen Bevölkerung war Gamsau bis 1945 in das Kirchspiel der Kirche Arnau (russisch: Rodniki) eingepfarrt und gehörte zum Kirchenkreis Königsberg-Land II in der Kirchenprovinz Ostpreußen der Kirche der Altpreußischen Union. Heute liegt Podgornoje im Einzugsgebiet der in den 1990er Jahren neu errichteten evangelisch-lutherischen Auferstehungskirche in Kaliningrad (Königsberg), der Hauptkirche der Propstei Kaliningrad in der Evangelisch-lutherischen Kirche Europäisches Russland (ELKER).